# Біологічний факультет Донецького національного університету
48°00′50″ пн. ш. 37°47′43″ сх. д. / 48.013882° пн. ш. 37.795306° сх. д.
Біологічний факультет розташований у Донецькому національному університеті імені Василя Стуса.

## Історія
1 вересня 2019 року відбулося об'єднання навчально-наукового інституту хімії, біологічного факультету, кафедри педагогіки та управління освітою та кафедри фізичного виховання і спорту у факультет хімії, біології і біотехнологій. Факультет отримав назву «Факультет хімії, біології і біотехнологій».
Історія хімічного факультету (з 1 березня 2018  р. навчально-наукового інституту хімії) налічує більше 50 років (рік заснування — 1965).
Його перший декан — член-кореспондент АН СРСР, доктор хімічних наук, професор Мохосоєв Маркс Васильович.
У витоків факультету стояла Клавдія Антонівна Фельдберг — перша завідувачка, доцент кафедри ботаніки, кандидат сільськогосподарських наук.
Першим деканом біологічного факультету стала доктор біологічних наук, професор З. В. Усова.

## Про факультет
Факультет хімії, біології і біотехнологій здійснює підготовку бакалаврів за освітніми програмами «Біологія», «Біохімія», «Екологія», «Хімія»; магістрів за освітніми програми «Аналітична хімія», «Біологія», «Біохімія», «Екологія», «Хімія», «Фізична хімія», «Управління навчальним закладом у сфері освіти та виробничого навчання», «Педагогіка вищої школи» і докторів філософії за освітньо-науковою програмою «Хімія».
Освітні програми включають спеціалізації з фундаментальних напрямів хімічної науки: аналітична хімія, біохімія, неорганічна хімія, органічна хімія, фізична хімія та біології і екології у сферах ботаніки, фізіології і біохімії рослин, мікології, зоології, фізіології людини і тварин, біофізики, екології та охорони навколишнього середовища. Факультет здійснює підготовку викладачів університетів та закладів вищої освіти і керівників підприємств, установ та організацій (у сфері освіти та виробничого навчання) та забезпечує викладання дисциплін педагогічного спрямування та фізичного виховання для здобувачів вищої освіти Університету.
Підготовка докторів філософії здійснюється у напрямах неорганічної хімії, органічної хімії, фізичної хімії і хімії полімерів.
Факультет хімії, біології і біотехнологій має високопрофесійний викладацький склад: професори й доценти, переважна більшість яких є його випускниками.
Конкурентною перевагою факультету є підготовка професіоналів з хімії і біохімії, дипломи яких визнаються не лише в Україні, а й роботодавцями університетів та наукових центрів США, Канади, Європейського союзу, Ізраїлю та інших країн світу.

## Кафедри

### Кафедра біофізичної хімії, фізики і педагогіки
Наукова школа кафедри біофізичної хімії і нанобіотехнологій заснована академіком Р. В. Кучером. Сучасна проблематика досліджень — радикально-ланцюгові реакції окиснення органічних сполук молекулярним киснем у водному середовищі та розробка безпечних біоантиоксидантів (д-р хім. наук, проф. О. М. Шендрик); створення нових систем генерування активних радикалів для використання в процесах очистки стічних вод (д-р хім. наук, проф. Й. О. Опейда). Ще одним напрямком діяльності кафедри є синтез епоксидно-неорганічних нанокомпозитів і кополімерів та встановлення взаємозв'язку структура–властивості отриманих матеріалів (канд. хім. наук, доц. С. В. Жильцова, канд. хім. наук, доц. В. М. Мельниченко).

### Кафедра біофізики та фізіології
Кафедра орієнтована на випуск спеціалістів для вирішення фундаментальних біологічних проблем на базі сучасних методів фізики, хімії, математики, комп'ютерного моделювання в області медицини, екології, біотехнологій, сільського господарства.
Також кафедра надає фундаментальні знання в області зоології, функціонування природних екосистем, паразитології, іхтіології, сенсорних систем та морфофізіології, зоотоксинології, та інших спеціальних розділів зоології. У процесі навчання студенти проходять навчальну, виробничу та педагогічну практики. Особлива увага приділяється умінню працювати з живими об'єктами, вивчати їх життєдіяльність та розуміти їх роль біоценотичних зв'язках. Кафедра також надає можливість отримувати другу вищу освіту в університеті імені Вітовта Великого у місті Каунас, Литва.
Кафедра біофізики та фізіології, разом з іншими кафедрами факультету та університету у забезпечує підготовку фахівців за напрямами «091-Біологія» та «101-Екологія» ОКР «Бакалавр», «Магістр».

### Кафедра ботаніки та екології
Діяльність кафедри спрямована на вивчення сучасного стану флори (квіткових рослин, альгофлори, бріофлори) та рослинності, в тому числі Поділля та техногенно трансформованих територій Донбасу, екології рослин, взаємовідносин рослин в популяціях, біоценозах, в тому числі штучних (агрофітоценозах, культурфітоценозах тощо), резистентності рослин до дії факторів та чинників середовища, питань вегетативного розмноження рідкісних декоративних рослин, інтродукції рослин, в тому числі з цінними господарськими якостями, розробка методів фітоіндикації умов навколишнього середовища, фітодизайну та ландшафтної архітектури. Також до програми підготовки входять загальні і спеціальні біологічні дисципліни, що дозволяють випускнику працювати в науково-дослідних установах системи Академії наук, лабораторіях підприємств харчової промисловості, державних заповідниках, інспекціях охорони природи, системі екобезпеки й карантинних служб, на підприємствах з вирощування їстівних грибів і зеленого будівництва, санепідемстанціях; викладачами середніх і вищих навчальних закладів та ін.

### Кафедра неорганічної, органічної та аналітичної хімії
Кафедра готує фахівців за спеціальністю «Хімія», що включає напрямки: «Неорганічна хімія», «Органічна хімія» та «Аналітична хімія» для хімічної, металургійної, вугільної, фармацевтичної та харчової промисловостей; радіоелектроніки, хімічної екології та побутової хімії; науково-дослідних інститутів і науково-виробничих об'єднань, дослідницьких виробництв НДІ та малих підприємств; викладачів вузів, та закладів освіти.

### Навчально-науковий центр експериментальної хімії
У рамках центру реалізуються науково-дослідні проекти з фундаментальних досліджень, які виконуються за грантами МОН України, та ініціативні теми, працюють п'ять навчально-наукових лабораторій. Метою роботи центру є сприяння розвитку наукових досліджень як досвідчених науковців, так і аспірантів і студентів.